# Etelköz
Etelköz (Atelkuzu, Atelköz, dosł. „międzyrzecze”) – przyjęta przez węgierskich badaczy, nazwa kraju, który zamieszkiwali Węgrzy bezpośrednio przed osiedleniem się w Kotlinie Panońskiej. Dokładna lokalizacja tego obszaru nie jest pewna, według węgierskiej tradycji narodowej miał on się rozciągać między dolnym Donem a dolnym Dunajem i obejmować stepy dzisiejszej Niziny Wołoskiej, Mołdawii i Ukrainy. Inni natomiast lokalizują go między Dniestrem, Dnieprem, Bohem, Prutem i Seretem.
Węgrzy zamieszkiwali ten obszar, najprawdopodobniej, w drugiej połowie IX wieku i zostali z niego wyparci przez Pieczyngów.

### Opracowania
- György Györffy, Święty Stefan I. Król Węgier i jego dzieło, przeł. Tomasz Kapturkiewicz, Oficyna Wydawnicza RYTM, Warszawa 2003.
- Wojciech Szymański, Elżbieta Dąbrowa, Awarzy, Węgrzy, z serii: "Kultura Europy wczesnośredniowiecznej" z. 5, Ossolineum 1979.